# Goryczuszka polna
Goryczuszka polna, goryczka polna (Gentianella campestris (L.) Börner) – gatunek rośliny z rodziny goryczkowatych.

## Występowanie
Występuje w Europie. W Polsce jest rzadka, występuje tylko w Sudetach, na przyległym obszarze i na Dolnego Śląska i na Pomorzu Zachodnim. Przez terytorium Polski przebiega północno-wschodnia granica jej zasięgu.

## Morfologia

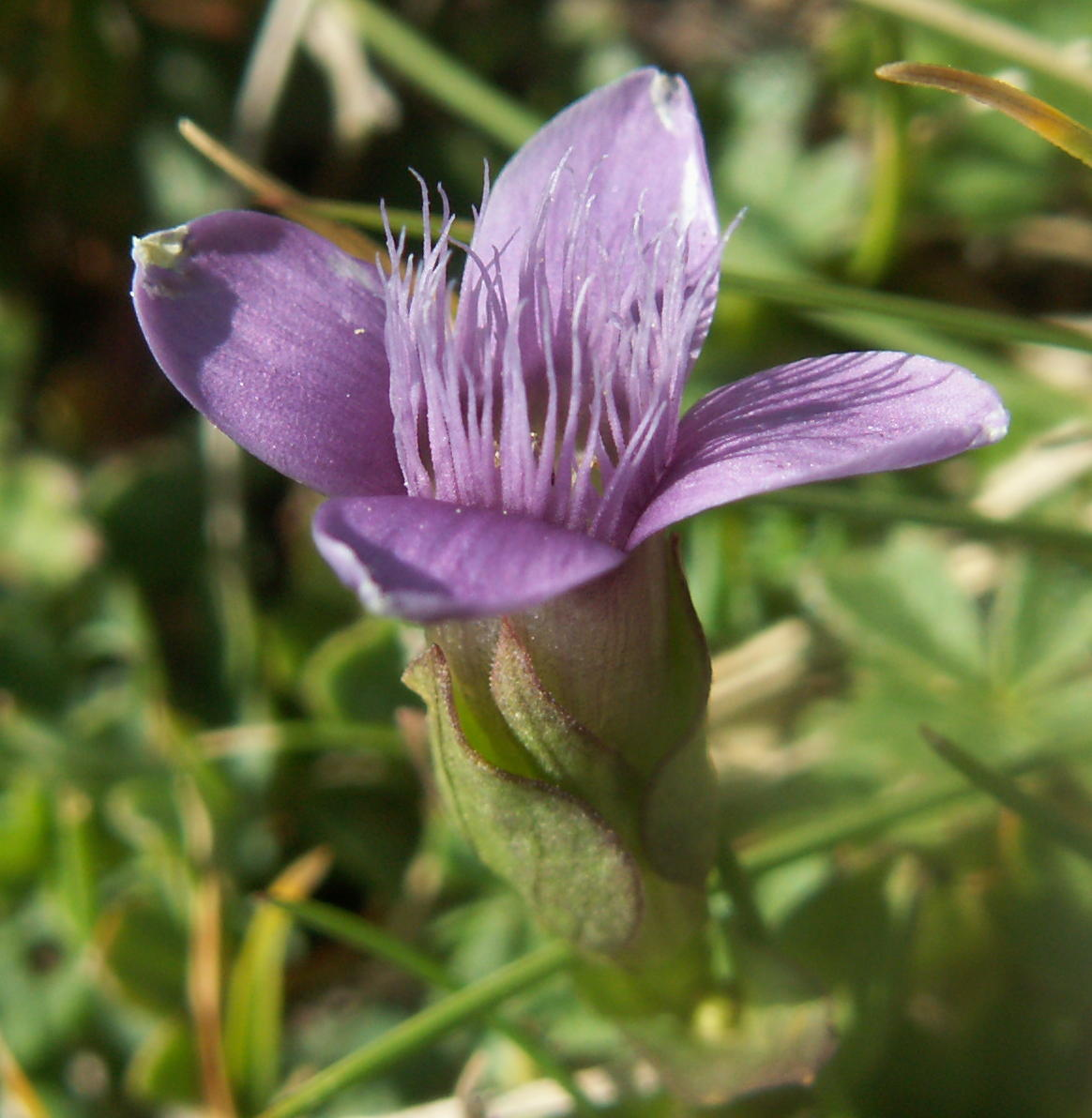
Kwiat

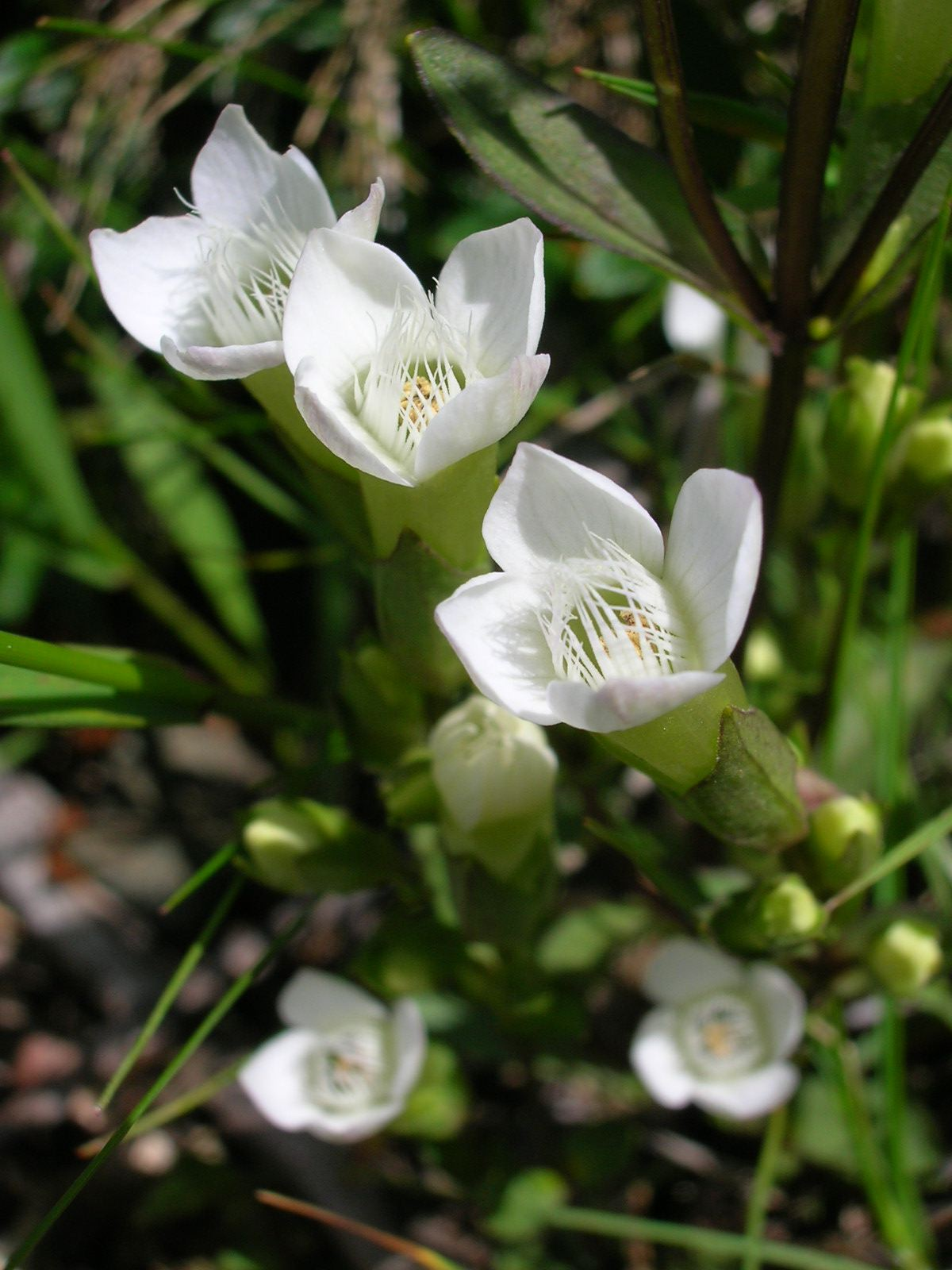
Roślina z białymi kwiatami

PokrójRoślina jednoroczna lub dwuletnia, wzniesiona, przeważnie u nasady rozgałęziona, wysokość 5–30 cm.
ŁodygaWzniesiona, najczęściej od nasady rozgałęziona.
LiścieŁopatkowate, wydłużone lub owalne, ulistnienie nakrzyżległe. Liście odziomkowe na wierzchołkach tępe, liście łodygowe zaostrzone, wszystkie z 1–3 nerwami.
KwiatyFioletowe, rzadziej białe, brodato owłosione, rurka korony o długości do 3 cm. Wyrastają pojedynczo na końcach pędów.
OwocOsadzona na krótkim trzonku lub siedząca i wystająca z kielicha torebka

## Biologia i ekologia
Rośliny jednoroczna lub dwuletnia. W Polsce kwitnie od kwietnia do maja do października. Przedprątne kwiaty zapylane są przez motyle i błonkówki. Rośnie na ubogich murawach, suchych łąkach i wrzosowiskach, trawiastych zboczach.

## Zagrożenia i ochrona
W Polsce pod ścisłą ochroną gatunkową od 1946 roku. Umieszczona na polskiej czerwonej liście w kategorii DD (stopień zagrożenia nie może być określony).

## Zastosowanie
W krajach północnej Europy używano korzenia tej rośliny jako namiastki chmielu w piwowarstwie.